# Cruriraja atlantis
Espèce
Statut de conservation UICN

 DD  : Données insuffisantes
Cruriraja atlantis est une espèce de raie.